# Estefano (satélite)

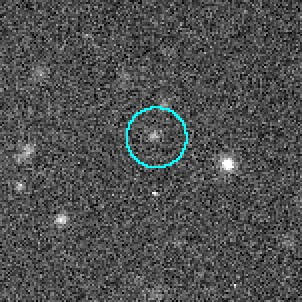
Captura de imagem da lua Estefano.

Estefano, também designado como Urano XX, é um satélite irregular retrógrado de Urano. Foi descoberto por Brett J. Gladman et al em 18 de julho de 1999 e recebeu a designação provisória S/1999 U 2. Em agosto de 2000 foi nomeado a partir de um personagem da obra de William Shakespeare A Tempestade.
Estefano tem 32 quilômetros de diâmetro, e orbita Urano a uma distância média de 8 007 400 km em 677,37 dias. Seus parâmetros orbitais sugerem que ele pertence ao mesmo grupo dinâmico de Calibã, sugerindo origem comum.